# Вир (роман)
«Вир» — незавершений роман українського письменника Григорія Михайловича Тютюнника. Цей роман — «magnum opus» письменника, задуманий як трилогія, але Тютюнник завершив тільки дві книги.
Події роману охоплюють часи колективізації в УРСР і німецько-радянської війни. Три родини з села Троянівка на Полтавщині мають різні уявлення про добро та зло і стають на різний шлях у важкі часи.

## Історія написання
У романі описано реальне село Троянівка, але прообразом для його книжкового опису слугувало село Шилівка, звідки родом брати Тютюнники.
Робота над романом була почата у середині 50-х років. У листі від 27 листопада 1957 року вперше Григорій Тютюнник писав до брата: «Роман мій, Грицьку, сунеться. Уже маю 500 друкованих на машинці сторінок — це 20 друкованих аркушів. А ще перша частина не закінчена. Думаю, до весни подужаю. Розумієш, відчуваю утруднення в нестачі фактичного матеріалу для суспільно-політичної лінії (інтимна, побутова йде добре). Адже я описую життя села до війни. В Шилівці зібрав частину, але мало…»
Книга задумувалася як трилогія, але лишилася незавершеною. Перша частина «Виру» була оприлюднена в журналі «Жовтень» у 1959 році. Її перше книжкове видання вийшло у видавництві «Радянський письменник» у 1960 році. Текст зазнав цензури, було видалено згадки злочинів колективізації: відсутність оплати праці та відбирання всього зерна, корумпованість радянської влади.
Друга частина роману видана вже після смерті автора в 1962 році. Григорій Тютюнник хотів надіслати у видавництво перероблений варіант другої книги, але не встиг цього зробити через свою смерть.

## Сюжет

### Перша книга
У селі Троянівка живе Йосип Вихор («Йонька») з дружиною Уляною та синами Гаврилом, Федотом та Тимофієм («Тимком»). Йосип недолюблює молодшого Тимка: його справжнім батьком є «проїжджий молодець», червоноармієць, притулений Уляною під час Громадянської війни. Інша родина — Гамалії: Оксен Гамалія з дружиною Оленою, сином Сергійком та дочкою. Інокентій Гамалія, старий батько Оксена, не пустив сина жити до себе, тому він поселився в самотньої баби Сидорихи. Третя родина — Хомутенки: Лук'ян з дружиною Федорою і вісім дітей. Старший син Улас, на думку батька, дуже невправний у господарстві, але любить читання, після закінчення школи вступив до Харківського університету на історичний факультет, з якого був відрахований на третьому курсі. Тимко приятелює з Марком Дудочкою, Сергієм Золотаренком та Денисом Кошарою, залицяється до Орисі Тетері. Але батько Орисі проти їхніх стосунків.
Особливе місце в романі посідає вир на річці Ташань. Селяни про нього розповідали чимало легенд: що ревнивий парубок втопив там свою кохану, і тепер її примара стогне в ніч на Купайла; що у вирі потонули два розбійники, провалившись взимку під лід і тепер б'ються під водою. У ньому ледь не потонув Тимко, переправляючись через річку, але був врятований Северином Джмеликом.
З початком колективізації в селі утворюється сільськогосподарська артіль, яку очолює спочатку Іван Кісочка, потім Оксен Гамалія. На початку 1940-х у Троянівку прибуває учасник Фінської війни лейтенант Валентин Дорош: на посаду секретаря місцевкому ВКП(б).
На голову сільради Гната Реву здійснено замах: хтось стріляв у нього із троянівського яру. Підозра падає на Уласа Хомутенка, але Дорош певний у його невинуватості, і заарештовують Северина Джмелика. Лейтенанта Дороша викликають на медкомісію, а потім до райкому, де секретар звинувачує його в захисті неблагонадійного Хомутенка. Дорош залишає Троянівку, повертаючись до армійської служби.
Федот Вихор, лейтенант Червоної армії, приїздить додому у відпустку разом з молодою дружиною Юлею. Одного дня до Троянівки прибуває верховий міліціонер і повідомляє про початок війни з Німеччиною. Селяни живуть у постійній тривозі через наближення фронту. Тимко одружується з Орисею і поселяється в її родички Параски. Однієї ночі до Тимка приходить Джмелик, що втік з-під варти, і просить переховати його, Тимко вкриває свого давнього рятівника в хліві. Наступного дня Гнат Рева з понятими Золотаренком і Кошарою приходять шукати втікача, але Орися, рятуючи чоловіка, не пускає їх до хліва, а вночі Джмелик дякує Тимкові за допомогу і залишає його. Перша книга роману закінчується призовом Тимка і ще кількох троянівців в армію.

### Друга книга
Підрозділ лейтенанта Дороша тримає оборону на дніпровських схилах, до нього приєднуються бійці підрозділу загиблого командира Красючкова, якими тимчасово командував троянівець Микита Чугай. Дорош серйозно поранений, підрозділ мусить відступати. Бійці знаходять притулок в одній з хат, господар дає їм підводу для пораненого і онука Миколку в проводирі. Невдовзі радянським бійцям вдається заволодіти німецькою вантажівкою, розстрілявши німців, але під час перестрілки вони важко ранять єфрейтора Огонькова. Поранених привозять до Троянівки і влаштовують в хаті Орисі. Невдовзі Дорош одужує, а Огоньков умирає.
Оксен Гамалія і Гнат Рева, як сільський актив, залишають село перед вступом німців і їдуть у тил. По дорозі вони зустрічають підрозділ капітана Гребєшкова, де служить троянівець Панас Гичка, він повідомляє про загибель односільчанина Петра Чаєчки. У лісі підрозділ Гребєшкова знаходить партизанський загін Олифіра Кузьменка, Гамалія і Рева залишаються з партизанами.
Тимко Вихор з односільцями, серед яких Марко Дудочка, Сергій Золотаренко і Денис Кошара, очікують відправлення у діючу армію в запасному артилерійському полку в Святогорську. Дениса і Сергія переводять у навчальну команду. Гарасько Сич дезертує, Тимка в зв'язку з його втечею піддають допиту в особливому відділі, і він починає здогадуватися, що Золотаренко розповів про переховання Джмелика. Призовників відправляють пішки далі на схід, на станції Яма Тимко зустрічає пораненого брата Федота. У Воронезькій області Тимка і Марка відділяють від інших призовників і передають колоні трудової армії: як неблагонадійних. Тимко знайомиться з чеченцем Елдаром і одного разу разом з ним дає відсіч блатним Госьці і Тосьці. Взимку 1941—1942 року трудармія перебуває на Дону, Тимко і Марко довбають мерзлу землю кайлами. Не бажаючи бути разом зі злочинцями в тилу, Тимко, Марко і ще один трудармієць, Користильов, втікають на фронт.
У Троянівці з'являється Карпо Джмелик, що дезертував з армії, а потім і його брат Северин. Після втечі сільського активу частина селян розбирає колгоспне зерно, брати Джмелики вимагають розділу всього майна, починають грабежі. Дорошу з бійцями вдається схопити Карпа Джемелика, після чого його відвозять із села і розстрілюють. Підрозділ Дороша продовжує виходити до своїх.
Після відходу Дороша в селі починає орудувати банда, до складу якої входять Северин і Андрій Джмелики, син репресованого куркуля Тадик Шамрай та дезертир Гошка Мотовило. Вони відбирають у селян зброю, з метою здати її в подальшому німецькому командуванню. У село вступають німці, займають хати. Селян зганяють на збори, де порядкують брати Джмелики з Мотовилом. Хома Підситочок зустрічає нову владу хлібом-сіллю. Свої права пробують відстояти два нащадки поміщика Горонецького, два священники претендують на парафію. Німецький комендант призначає Шамрая старостою, а Джмеликів і Мотовила — поліцаями. Джемелики з Мотовилом грабують хату Гамалії, забирають на допит Олену, а у Вихорів беруть Юлю. Жінок приводять до двору голови сільради (тепер старости), де вони бачать побиту Настю. Поліцаї б'ють Олену, намагаючись дізнатися про місцеперебування чоловіка, а Мотовило пробує зґвалтувати Юлю, але вона дає йому відсіч. Офіцер забирає Юлю з собою і везе її на машині до казино (колишньої сільської лікарні). Вона приходиться до вподоби тамтешнім офіцерам і вони пропонують їй бути офіціанткою. По певному часі Юля навіщає хату Вихорів і зізнається Орисі, що ніколи не кохала Федота і має попрощатися зі своєю колишньою родиною, бо їй «нова дорога стелеться». Вона повертається до казино, де комендант Отто Штаубе забирає її з собою на машині для «романтичного побачення на природі». Юля роздягається, але коли німець намагається оволодіти нею, вона ріже його бритвою. Штаубе конає, а Юля тікає, повна рішучості не здаватися живою в разі погоні.
Йосип Вихор ховає свою худобу в лісі і під час пастьби зустрічає партизанів, серед них — Оксена Гамалію і Василя Кира. Один боєць серйозно поранений, і Кир переносить його в хату Вихорів, наказавши Йосипу доглядати його.
Тимко і Марко опиняються в дивізії сибіряків і уральців, направленій у середині січня 1942 року на Північно-Західний фронт. Розвантажившись на станції Горовастиця, дивізія пішим порядком починає виходити на рубіж Пено—Андреанополь—Торопець. Радянським військам вдається здобути селище Пено, вибивши звідти дивізію «Мертва голова». Потрібно взяти «язика», у розвідгрупу командир визначає Тимка, а Марко вручає йому свій оберіг — три кісточки від троянівських вишень. У селі Стара Торопа бійцям вдається захопити в полон німця, але під час мінометного обстрілу радянських позицій ранить Марка. Батальйон починає штурм села, Тимко знищує обслугу ворожого кулемета, але також отримує поранення. Дізнавшись про подвиг бійця, командувач армії генерал-лейтенант Овчаренко приколює до шинелі Тимка медаль «За відвагу».
В Орисі народжується син Матвійко. Партизанський загін у лісі нападає на двох поліцаїв у санях, вбиває одного і бере в полон другого. Оксен Гамалія забирає у вбитого документи і велить поліцаю везти його до села Ступки. Видавши себе за шефа поліції сусіднього району, він проникає в комендатуру, ранить коменданта і разом з приспілим Василем Киром скручує його. Інші партизани громлять німецький гарнізон, але німці вислали загін карателів, тому вони мусять відходити. Німці і поліцаї оточують загін Гамалії і після запеклою бою знищують партизанів, останнім гине сам Оксен, добитий Северином Джмеликом. Вбитих німці привозять до Троянівки, все село приходить дивитися на страшного партизанського командира. Поліцаї приводять старого Інокентія Гамалію, він прощається з мертвим сином, зухвало поводиться з комендантом. Німець наказує стратити непокірного, і старого ведуть до виру. Гамалія зі словами «Син пішов через вогонь, а я через воду! Знайте, за що, люди!» кидається у вир, його труп через два дні виносить на берег.

## Персонажі
- Йосип Вихор
- Уляна — дружина Йосипа
- Гаврило Вихор — старший син Йосипа
- Федот Вихор — другий син Йосипа, лейтенант Червоної армії
- Юля — дружина Федота
- Тимофій (Тимко) Вихор — молодший нерідний син Йосипа
- Оксен Гамалія — голова троянівської сільськогосподарської артілі, надалі командир партизанського загону «Іскра»
- Олена — дружина Оксена
- Інокентій Гамалія — батько Оксена
- Горпина — молода вдова, друга жінка Інокентія
- Лук'ян Хомутенко
- Федора — дружина Лук'яна
- Улас Хомутенко — старший син Лук'яна, колгоспний обліковець
- Гнат Рева — голова сільради
- Настя — дружина Гната
- Григір Тетеря — завгосп
- Прокіп Тетеря — бригадир другої бригади
- Одарка — дружина Прокопа Тетері
- Орися — дочка Прокопа Тетері, кохана і надалі дружина Тимка
- Матвійко — син Тимка й Орисі
- Лукерка — колишня дівчина Тимка
- Іван Кісочка — попередник Оксена на посаді голови троянівської артілі
- Валентин Павлович Дорош — секретар партгрупи (місцевкому), учасник Фінської війни в званні політрука
- Павло Гречаний — житель Троянівки
- Явдоха — дружина Павла
- Самійло Чередниченко — голова колгоспу «Зоря»
- Кузьма (Кузько, Кузь) Сорокотяга — сільський балагур і політикан
- Василь Кир — колгоспний коваль, надалі партизан
- Василь Золотаренко — селянин, придушений зрубаним деревом
- Санька Золотаренко — дочка Василя, німа дівчина
- Сергій Золотаренко — син Василя, приятель Тимка
- Вихтір — сільський гармоніст
- Параска — далека родичка Орисі, в якої жив Тимко після одруження
- Хома Підситичок
- Андрій Блатулін («Латочка») — житель Троянівки
- Опанас Бовдюг — житель Троянівки
- Гарасько Сич
- Панас Гичка — житель Троянівки, був у загоні капітана Гребєшкова
- Охрім Горобець — житель Троянівки, на фронті брав участь в обороні дніпровських схилів
- Марко Дудочка — приятель Тимка
- Яким Джмелик — житель Троянівки, на початок основної розповіді вже покійний
- Северин Джмелик — син Якима, колабораціоніст
- Карпо Джмелик — син Якима
- Андрій Джмелик — син Якима, колабораціоніст
- Купріян Шамрай — сільський куркуль, у 1929 р. репресований і засланий
- Тодось (Тадик) Шамрай — молодший син Купріяна, злочинець-садист, колабораціоніст
- Гошка Мотовило — дезертир, колабораціоніст
- Гордій Кошара
- Денис Кошара — син Гордія, приятель Тимка
- Микита Чугай — житель Троянівки, на фронті брав участь в обороні дніпровських схилів, прийняв командування підрозділом після загибелі командира
- Корнієнко — секретар Зіньківського райкому ВКП(б)
- Огоньков — єфрейтор підрозділу Дороша, помер у Троянівці
- Чохов — сержант підрозділу Дороша, сибіряк
- Чумаченко — боєць підрозділу Дороша
- Погасян — боєць підрозділу Дороша
- Капітан Гребєшков — командир підрозділу, що доганяв фронт
- Костюченко — комісар загону призовників
- Храпов — лейтенант, командир загону призовників
- Зот Микитович — командир колони трудармійців
- Перехльостін — помічник Зота Микитовича
- Коростильов — трудармієць
- Цівадіс — трудармієць, блатний
- Госька і Тоська — трудармійці, блатні
- Анютка — донська жінка, в якої жили трудармійці
- Петро Чаєчка — житель Троянівки, загинув у боях на Дніпрі
- Галька Лебединець — подруга Карпа Джмелика
- Махоткін — старший лейтенант, особіст
- Олифір Кузьменко — командир партизанського загону
- Отто Штаубе — німецький комендант Троянівки
- Моргунов — командир роти, де служили Тимко і Марко
- Абдулаєв — однополчанин Тимка і Марка, кулеметник
- Митяй — однополчанин Тимка і Марка, сибіряк-старообрядець
- Громов — однополчанин Тимка і Марка
- Грицько Притика — партизан
- Данило Драч — партизан

## Нагороди
За роман «Вир» Григорій Тютюнник у 1963 році посмертно відзначений Шевченківською премією.

## Екранізація
У 1983 році вийшов фільм «Вир», знятий за мотивами роману.